# 28. Screen Actors Guild-gála
A 28. Screen Actors Guild-gála a 2021-es év legjobb filmes és televíziós alakításait értékelte. A díjátadót 2022. február 27-én tartották a Santa Monica-i Barker Hangarban. A ceremóniát a TNT és a TBS televízióadók egyszerre közvetítették élőben, az észak-amerikai időzóna szerint este nyolc órától.
A jelöltek listáját 2022. január 12-én hozták nyilvánosságra.

## Győztesek és jelöltek

### Film
| Legjobb férfi főszereplő | Legjobb férfi főszereplő | Legjobb női főszereplő     | Legjobb női főszereplő |
| --- | --- | -------------------------- | --- |
| | - Will Smith – Richard király (Richard Williams) - Javier Bardem – Az élet Ricardóéknál (Desi Arnaz) - Benedict Cumberbatch – A kutya karmai közt (Phil Burbank) - Andrew Garfield – Tick, Tick... Boom! (Jonathan Larson) - Denzel Washington – Macbeth tragédiája (Lord Macbeth) |                            | - Jessica Chastain – Tammy Faye szemei (Tammy Faye Bakker) - Olivia Colman – Az elveszett lány (Leda Caruso) - Lady Gaga – A Gucci-ház (Patrizia Reggiani) - Jennifer Hudson – Respect (Aretha Franklin) - Nicole Kidman – Az élet Ricardóéknál (Lucille Ball) |
| Legjobb férfi mellékszereplő | Legjobb férfi mellékszereplő | Legjobb női mellékszereplő | Legjobb női mellékszereplő |
| | - Troy Kotsur – CODA (Frank Rossi) - Ben Affleck – Iskola a pult mentén (Charlie Maguire) - Bradley Cooper – Licorice Pizza (Jon Peters) - Jared Leto – A Gucci-ház (Paolo Gucci) - Kodi Smit-McPhee – A kutya karmai közt (Peter Gordon)                                          |                            | - Ariana DeBose – West Side Story (Anita) - Caitríona Balfe – Belfast (Ma) - Cate Blanchett – Rémálmok sikátora (Dr. Lilith Ritter) - Kirsten Dunst – A kutya karmai közt (Rose Gordon) - Ruth Negga – A látszat ára (Clare Bellew)                            |
| Legjobb szereplőgárda (mozifilm) | |                            | |
| - CODA – Eugenio Derbez, Daniel Durant, Emilia Jones, Troy Kotsur, Marlee Matlin, Ferdia Walsh-Peelo - Belfast – Caitríona Balfe, Judi Dench, Jamie Dornan, Jude Hill, Ciarán Hinds, Colin Morgan - Ne nézz fel! – Cate Blanchett, Timothée Chalamet, Leonardo DiCaprio, Ariana Grande, Jonah Hill, Jennifer Lawrence, Melanie Lynskey, Scott Mescudi, Rob Morgan, Himesh Patel, Ron Perlman, Tyler Perry, Mark Rylance, Meryl Streep - A Gucci-ház – Adam Driver, Lady Gaga, Salma Hayek, Jack Huston, Jeremy Irons, Jared Leto, Al Pacino - Richard király – Jon Bernthal, Aunjanue Ellis, Tony Goldwyn, Saniyya Sidney, Demi Singleton, Will Smith | |                            | |
| Legjobb kaszkadőrgárda (mozifilm) | |                            | |
| - Nincs idő meghalni - Fekete özvegy - Dűne - Mátrix: Feltámadások - Shang-Chi és a tíz gyűrű legendája | |                            | |

### Televízió
| Legjobb színész (minisorozat vagy tévéfilm) | Legjobb színész (minisorozat vagy tévéfilm) | Legjobb színésznő (minisorozat vagy tévéfilm) | Legjobb színésznő (minisorozat vagy tévéfilm) |
| --- | --- | --------------------------------------------- | --- |
| | - Michael Keaton – Dopesick (Dr. Samuel Finnix) - Murray Bartlett – A Fehér Lótusz (Armond) - Oscar Isaac – Jelenetek egy házasságból (Jonathan Levy) - Ewan McGregor – Halston (Halston) - Evan Peters – Easttowni rejtélyek (Colin Zabel)          |                                               | - Kate Winslet – Easttowni rejtélyek (Marianne "Mare" Sheehan) - Jennifer Coolidge – A Fehér Lótusz (Tanya McQuoid) - Cynthia Erivo – Géniusz (Aretha Franklin) - Margaret Qualley – Egy szobalány vallomása (Alexandra "Alex" Russell) - Jean Smart – Easttowni rejtélyek (Helen Fahey) |
| Legjobb színész (drámasorozat) | Legjobb színész (drámasorozat) | Legjobb színésznő (drámasorozat)              | Legjobb színésznő (drámasorozat) |
| | - I Dzsongdzse – Nyerd meg az életed (Szong Gihun) - Brian Cox – Utódlás (Logan Roy) - Billy Crudup – The Morning Show (Cory Ellison) - Kieran Culkin – Utódlás (Roman Roy) - Jeremy Strong – Utódlás (Kendall Roy)                                  |                                               | - Csong Hojon – Nyerd meg az életed (Kang Szebjok) - Jennifer Aniston – The Morning Show (Alexandra "Alex" Levy) - Elisabeth Moss – A szolgálólány meséje (June Osborne) - Sarah Snook – Utódlás (Siobhan "Shiv" Roy) - Reese Witherspoon – The Morning Show (Bradley Jackson)           |
| Legjobb színész (vígjátéksorozat) | Legjobb színész (vígjátéksorozat) | Legjobb színésznő (vígjátéksorozat)           | Legjobb színésznő (vígjátéksorozat) |
| | - Jason Sudeikis – Ted Lasso (Ted Lasso) - Michael Douglas – A Kominsky-módszer (Sandy Kominsky) - Brett Goldstein – Ted Lasso (Roy Kent) - Steve Martin – Gyilkos a házban (Charles Haden-Savage) - Martin Short – Gyilkos a házban (Oliver Putnam) |                                               | - Jean Smart – Hacks – A pénz beszél (Deborah Vance) - Elle Fanning – Nagy Katalin – A kezdetek (II. Katalin orosz cárnő) - Sandra Oh – A tanszékvezető (Ji-Yoon Kim) - Juno Temple – Ted Lasso (Keeley Jones) - Hannah Waddingham – Ted Lasso (Rebecca Welton)                          |
| Legjobb szereplőgárda (drámasorozat) | |                                               | |
| - Utódlás – Nicholas Braun, Juliana Canfield, Brian Cox, Kieran Culkin, Dagmara Domińczyk, Peter Friedman, Jihae, Justine Lupe, Matthew Macfadyen, Dasha Nekrasova, Scott Nicholson, David Rasche, Alan Ruck, J. Smith-Cameron, Sarah Snook, Fisher Stevens, Jeremy Strong, Zoë Winters - A szolgálólány meséje – Alexis Bledel, Madeline Brewer, Amanda Brugel, Ann Dowd, O. T. Fagbenle, Joseph Fiennes, Sam Jaeger, Max Minghella, Elisabeth Moss, Yvonne Strahovski, Bradley Whitford, Samira Wiley - The Morning Show – Jennifer Aniston, Shari Belafonte, Eli Bildner, Néstor Carbonell, Steve Carell, Billy Crudup, Mark Duplass, Amber Friendly, Janina Gavankar, Valeria Golino, Tara Karsian, Hannah Leder, Greta Lee, Julianna Margulies, Joe Marinelli, Michelle Meredith, Ruairi O'Connor, Joe Pacheco, Karen Pittman, Victoria Tate, Desean Terry, Reese Witherspoon - Nyerd meg az életed – Ho Szongthe, Jun Young-soo, Csong Hojon, Kim Dzsurjong, I Bjonghon, I Dzsongdzse, O Jongszu, Pak Heszu, Anupam Tripathi, Ü Hadzsun - Yellowstone – Kelsey Asbille, Wes Bentley, Ryan Bingham, Gil Birmingham, Ian Bohen, Eden Brolin, Kevin Costner, Hugh Dillon, Luke Grimes, Hassie Harrison, Cole Hauser, Jennifer Landon, Finn Little, Brecken Merrill, Will Patton, Piper Perabo, Kelly Reilly, Denim Richards, Taylor Sheridan, Forrie J. Smith, Jefferson White | |                                               | |
| Legjobb szereplőgárda (vígjátéksorozat) | |                                               | |
| - Ted Lasso – Annette Badland, Kola Bokinni, Phil Dunster, Cristo Fernández, Brett Goldstein, Brendan Hunt, Toheeb Jimoh, Nick Mohammed, Sarah Niles, Jason Sudeikis, Jeremy Swift, Juno Temple, Hannah Waddingham - Nagy Katalin – A kezdetek – Julian Barratt, Belinda Bromilow, Sacha Dhawan, Elle Fanning, Phoebe Fox, Bayo Gbadamosi, Adam Godley, Douglas Hodge, Nicholas Hoult, Florence Keith-Roach, Gwilym Lee, Charity Wakefield - Hacks – A pénz beszél – Rose Abdoo, Carl Clemons-Hopkins, Paul W. Downs, Hannah Einbinder, Mark Indelicato, Poppy Liu, Christopher McDonald, Jean Smart, Megan Stalter - A Kominsky-módszer – Jenna Lyng Adams, Sarah Baker, Casey Thomas Brown, Michael Douglas, Lisa Edelstein, Ashleigh LaThrop, Emily Osment, Haley Joel Osment, Paul Reiser, Graham Rogers, Melissa Tang, Kathleen Turner - Gyilkos a házban – Aaron Dominguez, Selena Gomez, Jackie Hoffman, Jayne Houdyshell, Steve Martin, Amy Ryan, Martin Short | |                                               | |
| Legjobb kaszkadőrgárda (televízió) | |                                               | |
| - Nyerd meg az életed - Cobra Kai - A Sólyom és a Tél Katonája - Loki - Easttowni rejtélyek | |                                               | |

## In Memoriam
A gála "in memoriam" szegmense az alábbi, 2021-ben és 2022-ben elhunyt személyekről emlékezett meg:
- Ed Asner
- Charlie Robinson
- Bob Saget
- Jane Powell
- Clarence Williams III
- Felix Silla
- Olympia Dukakis
- Lisa Banes
- Howard Hesseman
- Helen McCrory
- Jean-Paul Belmondo
- Arlene Dahl
- Robert Hogan
- Saginaw Grant
- Suzzanne Douglas
- Markie Post
- Gavin MacLeod
- Al Harrington
- Norman Lloyd
- Richard Gilliland
- Michael K. Williams
- Art LaFleur
- Melvin Van Peebles
- Sonny Chiba
- Paul Mooney
- David Gulpilil
- Jackie Mason
- James Hampton
- Sally Kellerman
- Max Julien
- Richard Lee-Sung
- Peter Scolari
- James Michael Tyler
- Jane Withers
- Willie Garson
- Mimi Cozzens
- Walter Olkewicz
- Charles Grodin
- Meat Loaf
- Yvette Mimieux
- Dwayne Hickman
- Frank McRae
- Michael Nesmith
- Stuart Damon
- Frank Bonner
- William Lucking
- Michael Constantine
- Ned Beatty
- Norm MacDonald
- Gaspard Ulliel
- Louie Anderson
- Peter Bogdanovich
- Dean Stockwell
- Betty White
- Sidney Poitier

## Fordítás
- Ez a szócikk részben vagy egészben  a(z)   28th Screen Actors Guild Awards című angol Wikipédia-szócikk fordításán alapul.  Az eredeti cikk szerkesztőit annak laptörténete sorolja fel. Ez a jelzés csupán a megfogalmazás eredetét és a szerzői jogokat jelzi, nem szolgál a cikkben szereplő információk forrásmegjelöléseként.